# HUS1
La proteína de punto de control HUS1 (HUS1) es una proteína codificada en humanos por el gen HUS1.
La proteína codificada por este gen es un componente de un complejo de punto de control del ciclo celular evolutivamente conservado y activado por genotoxina, que está implicado en la parada del ciclo celular en respuesta a daño celular. Esta proteína forma un heterotrímero con las proteínas de punto de control RAD9 y RAD1. En respuesta al daño celular, este complejo trimérico interacciona con otro complejo proteico compuesto por la proteína RAD17 y cuatro subunidades pequeñas del factor de replicación C (RFC), que se encarga de colocar el complejo combinado sobre la cromatina. Esta unión inducida por daño celular ha demostrado depender de la activación de la quinasa ATM de punto de control y se piensa que podría ser un evento de señalización de punto de control temprano.

## Interacciones
La proteína HUS1 ha demostrado ser capaz de interaccionar con:
- RAD9A[4][5][6][7]
- RAD17[8][9]
- HDAC1[10]
- RAD1[5][11]
- PCNA[12]